# Polentinos
Polentinos es un municipio de la Comarca de la Montaña en la provincia de Palencia, en la comunidad autónoma de Castilla y León, España.

## Geografía

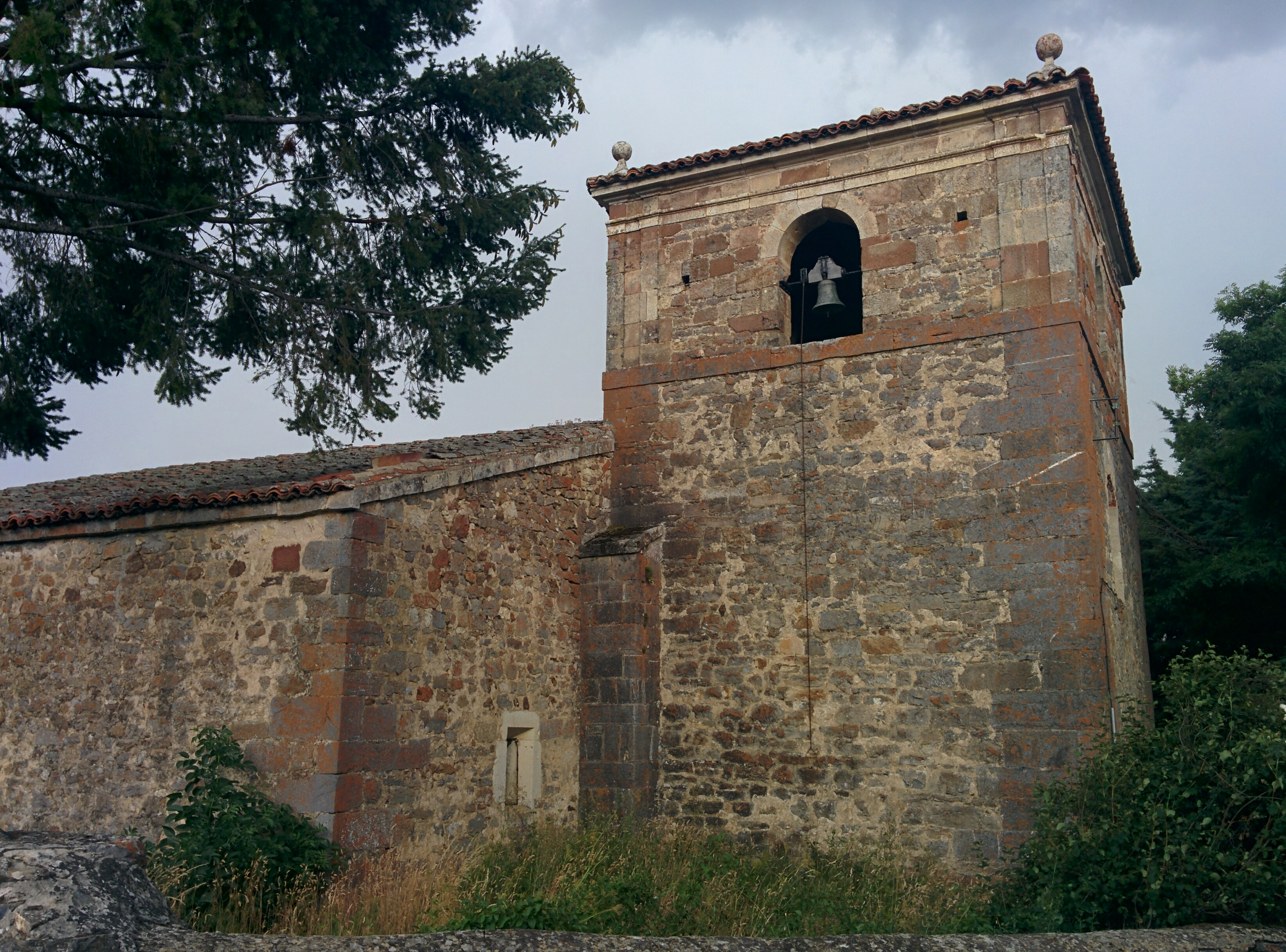
Iglesia de Nuestra Señora de la Antigua

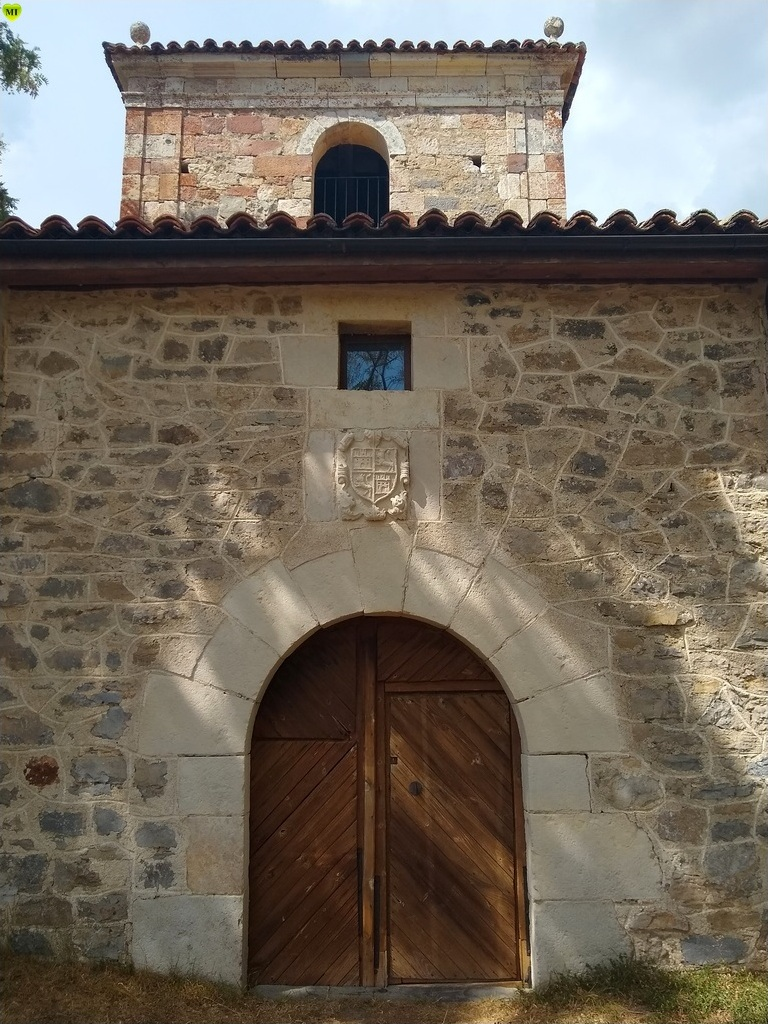
Portada y escudo de la iglesia

- Se encuentra muy cerca de San Salvador de Cantamuda y Cervera de Pisuerga, con cuyos términos municipales linda.
- Próximos al municipio se encuentran el parque natural Montaña Palentina y el Embalse de Requejada.

## Historia

### SigloXIX
Así se describe a Polentinos en la página 106 del tomo XIII del Diccionario geográfico-estadístico-histórico de España y sus posesiones de Ultramar, obra impulsada por Pascual Madoz a mediados del siglo XIX:

POLENTINOS

Lugar agregado al ayuntamiento de Bañes en la provincia y diócesis de Palencia (21 leguas), partido judicial de Cervera de Río Pisuerga (2), audiencia territorial y capitanía general de Valladolid (29), y arciprestazgo de Cardaño (3).
Situado en un valle bastante profundo, rodeado de cuestas pobladas de roble y haya. Su clima es algo frío, combatido por el viento de N y alguna vez por el O, siendo las enfermedades más frecuentes dolores de costado y catarros.
Consta de 36 casas de pobre construcción; y una iglesia parroquial (San Juan) servida por un cura de entrada y un sacristán.
Confina el término por N con el de Lebanza; E Bañes; S Villanueva de Brañes, y O Recoba.
El terreno es de mediana calidad y poco llano, poblados algunos sitios de roble y hayas.
Los caminos son de pueblo a pueblo y en mal estado; la correspondencia se recibe de la cabeza del partido.
Producciones: trigo aunque poco, centeno, avena y mucha y exquisita yerba para el ganado, siendo el lanar y vacuno el del país y se cría caza de liebres, perdices, conejos, corzos, venados y lobos.
Industria: la agrícola y pecuaria.
Población: 32 vecinos, 167 almas.

Capital productivo: 61.300 reales. Imponible: 2.000. El presupuesto municipal lo paga en unión con los pueblos de su ayuntamiento.

## Geografía humana

### Demografía
Cuenta con una población de 40 habitantes (INE 2024).
| Gráfica de evolución demográfica de Polentinos entre 1842 y 2021                                                      |
| |
| Población de derecho según los censos de población del INE. Población de hecho según los censos de población del INE. |

### Economía

#### Evolución de la deuda viva
El concepto de deuda viva contempla sólo las deudas con cajas y bancos relativas a créditos financieros, valores de renta fija y préstamos o créditos transferidos a terceros, excluyéndose, por tanto, la deuda comercial.
| Gráfica de evolución de la deuda viva del ayuntamiento entre 2008 y 2014                             |
| |
| Deuda viva del ayuntamiento en miles de Euros según datos del Ministerio de Hacienda y Ad. Públicas. |

La deuda viva municipal por habitante en 2014 ascendía a 702,53 €.